# 陳廷芝
陳廷芝（1535年—？），字季馨，號懷山，忠義後衛軍籍山東登州府黃縣人，明朝政治人物。

## 生平
嘉靖四十年（1561年）辛酉科順天府鄉試第一百三十五名舉人。嘉靖四十一年（1562年）中式壬戌科三甲第一百六十九名進士。四十二年授南直隶泾县知县，四十三年调丹徒县，隆慶元年（1567年）擢南京湖广道御史，四年升河南汝宁府知府，万历元年（1573年）二月升陕西按察司副使，管理榆林东路兵粮。

## 家族
曾祖陳貴，縣主簿；祖父陳宗；父陳雄，贈南京湖广道监察御史。嫡母孫氏；生母劉氏，俱贈孺人。兄廷蘭。